# Каен-Саз
Каен-Саз — село в Муслюмовском районе Татарстана. Входит в состав Кряш-Шуранского сельского поселения. В 1937 году близ села упал метеорит общим весом более 210 кг.

## География
Находится в восточной части Татарстана, на правом притоке реки Ик, в 18 км к северу от районного центра — села Муслюмово.

## История
Село было основано в 1904 году переселенцами из деревни Новое Поисево и села Старое Айманово (ныне Актанышский район РТ).
В 1904 году была построена мечеть (в 1936—1937 годах был спилен минарет).
До 1920 года входило в Богодаровскую волость Мензелинского уезда Уфимской губернии. С 1920 года в составе Мензелинского кантона ТАССР. С 10 августа 1930 года в Муслюмовском, с 1 февраля 1963 года в Сармановском, с 12 января 1965 года в Муслюмовском районах.
В 1931 году в селе был организован первый колхоз. С 1994 года коллективное предприятие «Авангард».
Близ села 13 сентября 1937 года упал метеорит «Каинсаз» (название получил по месту падения, общий вес более 210 кг). Обломки хранятся в музеях Казани, Москвы, Санкт-Петербурга и ряде зарубежных (в Вашингтоне, Риге, Чикаго и других городах).

## Экономика
Жители занимаются полеводством, молочным скотоводством.

## Инфраструктура
В селе действуют начальная школа (с 1956 г.), библиотека (с 1928 г.).

## Религия
В селе действует мечеть.

## Население
| 1920 | 1926 | 1938 | 1949 | 1958 | 1970 | 1979 | 1989 | 2002 | 2010 | 2017 |
| ---- | ---- | ---- | ---- | ---- | ---- | ---- | ---- | ---- | ---- | ---- |
| 383  | 396  | 417  | 324  | 251  | 238  | 207  | 147  | 125  | 110  | 109  |

Национальный состав села — татары.